# Chen Qiaoling
Chen Qiaoling (née le 22 novembre 1999) est une athlète chinoise, spécialiste du saut à la perche.

## Carrière
Le 12 avril 2017, elle porte son record personnel à 4,40 m à Zhengzhou, pour remporter avec la même marque le titre de championne asiatique à Bhubaneswar, en battant notamment la double championne sortante, Li Ling qui avait fait l'impasse à cette hauteur. Ce titre lui aurait permis d'obtenir sa place pour les Championnats du monde de Londres mais la fédération chinoise ne la sélectionne pas.

## Palmarès
| Date | Compétition                    | Lieu        | Résultat | Marque |
| ---- | ------------------------------ | ----------- | -------- | ------ |
| 2015 | Championnats du monde jeunesse | Cali        | 2e       | 4,05 m |
| 2016 | Championnats du monde juniors  | Bydgoszcz   | 4e       | 4,30 m |
| 2017 | Championnats d'Asie            | Bhubaneswar | 1re      | 4,40 m |

## Records
| Épreuve          | Épreuve   | Performance | Lieu                  | Date                         |
| ---------------- | --------- | ----------- | --------------------- | ---------------------------- |
| Saut à la perche | Plein air | 4,40 m      | Zhengzhou Bhubaneswar | 12 avril 2017 9 juillet 2017 |
| Saut à la perche | En salle  | 4,30 m      | Pékin                 | 20 février 2017              |